# Urgleptes guadeloupensis
Urgleptes guadeloupensis är en skalbaggsart som först beskrevs av Edmond Jean-Baptiste Fleutiaux och Sallé 1889.  Urgleptes guadeloupensis ingår i släktet Urgleptes och familjen långhorningar.
Artens utbredningsområde är:
- Bahamas.
- Kuba.
- Guadeloupe.
- Curaçao.
- Dominica.
- Martinique.

Inga underarter finns listade i Catalogue of Life.